# Hausdorff–Birkhoff-tétel
A Birkhoff-tétel, vagy más néven Hausdorff–Birkhoff-tétel, a halmazelmélet egyik tétele, ami azt állítja, hogy minden részbenrendezett halmaznak van maximális rendezett részhalmaza.

## Tétel
Legyen {\displaystyle (P,\leq )} tetszőleges részbenrendezett halmaz. Ekkor {\displaystyle (P,\leq )} azon részhalmazai között, amelyek egyben rendezett halmazok is, létezik maximális a halmazok {\displaystyle \subseteq } tartalmazási relációjára nézve.

## Bizonyítás
Vegyük észre, hogy az, hogy egy részbenrendezett halmaz valamely részhalmaza egyben rendezett halmaz is, egy véges jellegű tulajdonság, hiszen egy ilyen részhalmaz akkor és csak akkor rendezett halmaz, ha minden kételemű részhalmaza rendezett halmaz (azaz bármely két eleme összehasonlítható az adott relációban). Ezért tehát a tétel állítása a Teichmüller–Tukey-lemma közvetlen következménye.

## Ekvivalens állítások
A Hausdorff–Birkhoff-tétel ekvivalens a következő állításokkal:
- kiválasztási axióma
- Zorn-lemma
- Teichmüller–Tukey-lemma
- jólrendezési tétel
- Tyihonov-tétel

## Története
Ezt a tételt először Hausdorff publikálta 1914-ben.